# Phil Simms
Phillip Martin Simms (* 3. November 1954 in Lebanon, Kentucky) ist ein ehemaliger US-amerikanischer American-Football-Spieler und spielte in der NFL Quarterback bei den New York Giants.

## College
Simms wuchs zunächst auf einer Farm auf, bevor seine Familie nach Louisville zog und er dort die High School besuchte. Er erhielt ein Stipendium bei der Morehead State University und spielte für deren Mannschaft den Morehead State Eagles. Die Mannschaft zählt nicht zu den Collegespitzenmannschaften, Simms Karriere verlief entsprechend unspektakulär. Seinen 32 Touchdowns standen 45 Interceptions gegenüber. Lediglich bei den erzielten Yards konnte er mit 5545 überzeugen – dies stellte Schulrekord dar. Trotzdem fiel Simms den Profiscouts der NFL auf.

## Profikarriere
Der Trainer der San Francisco 49ers Bill Walsh plante die Verpflichtung von Simms in der NFL Draft 1979 unter Zurückstellung einer weiteren jungen Quarterbacknachwuchshoffnung – Joe Montana. Allerdings wollte man für Simms keine frühen Draftpick verwenden und war daher überrascht, als die Giants ihn in der ersten Runde an siebter Stelle zogen, was bei den Fans der Giants auf viel Unverständnis stieß. Simms Karriere, der schnell den Nicknamen: ’’Prince Valliant’’ erhielt, verlief in den ersten Jahren wie seine Collegelaufbahn – wenig erfolgreich. Erst im dritten Jahr 1981 konnten die Giants – allerdings ohne Simms, der sich während der Saison verletzte – in die Play-offs einziehen, scheiterten aber im zweiten Spiel an den 49ers mit 38:24. Aufgrund einer weiteren Verletzung musste Simms die Saison 1982 komplett aussetzen. Die Giants hatten nach dieser Saison ihren Head Coach Ray Perkins gegen Bill Parcells ausgetauscht. Mit ihm konnten sich die Giants dann als Spitzenmannschaft etablieren und zogen regelmäßig in die Play-offs ein. Die Verpflichtung von Parcells sollte sich zunächst für Simms persönlich aber als wenig glücklich erweisen. Eine der ersten Maßnahmen von Parcells war es Simms 1983 auf die Bank zu setzen und Scott Brunner, der ihn bereits während seiner Verletzung ersetzt hatte, als Starting-Quarterback zu etablieren. Bedingt durch eine weitere Verletzung musste Simms dann auch die Saison 1983 fast komplett von der Tribüne aus beobachten.
1984 verbesserten sich Simms Leistungen derart, dass er maßgeblich zum Erfolg der Mannschaft in den nächsten Jahren beitragen konnte. 1984 und 1985 scheiterte man jeweils in den Play-offs an den späteren Super Bowl Gewinnern 49ers und Chicago Bears. 1986 erfolgte dann aber der ganz große Erfolg. Nachdem man die Washington Redskins unter Coach Joe Gibbs mit Quarterback Jay Schroeder mit 17:0 im NFC Championship Game besiegen konnte, gewann man auch den Super Bowl XXI gegen die Denver Broncos (Trainer Dan Reeves, Quarterback John Elway) mit 39:20. Simms gelangen drei Touchdownpässe, 22 seiner 25 Pässe konnten gefangen werden.
Simms überzeugte weniger durch seine individuellen Erfolge, vielmehr entschied er mit seiner Spielübersicht die Spiele. Aufgrund seiner gegenüber Spitzenquarterbacks wie Joe Montana oder John Elway hinterherhinkenden Statistiken wurde er während seiner Karriere von vielen verkannt. Erst in jüngster Zeit – nach seiner Laufbahn – wurden seine sportlichen Erfolge gewürdigt.
Erst 1989 konnten die Giants wieder in Play-offs einziehen, scheiterten aber an den Los Angeles Rams in der ersten Runde. 1990 konnten die Giants wieder in den Super Bowl einziehen, nachdem die im NFC Championship Game die 49ers 15:13 besiegen konnten. Im Super Bowl XXV gelang mit 20:19 ein knapper Sieg gegen die Buffalo Bills mit Coach Marv Levy und Jim Kelly auf der Position des Quarterbacks. Verletzungsbedingt konnte Simms, der in der laufenden Saison 15 Touchdowns bei lediglich 4 Interceptions erzielt hatte, in diesem Spiel allerdings nicht auflaufen. Die Giants boten Jeff Hostetler als Starting Quarterback auf, der Simms bereits in den Play-offs ersetzt hatte und der auch in den nächsten Jahren mit Simms um die Position des Stammquarterbacks wetteiferte. 1993, Hostetler hatte die Giants mittlerweile verlassen, konnte Simms nochmals mit seinem Team in die Play-offs einziehen, wo man aber den 49ers mit 44:3 sehr deutlich unterlag. Simms beendete nach dieser Saison seine Laufbahn. Er spielte in 15 Spielzeiten nur bei dem Team aus New York City.

## Ehrungen
Simms spielte in zwei Pro Bowls, dem Saisonabschlussspiel der besten Spieler einer Saison. 1986 wurde er Pro Bowl MVP und Super Bowl MVP. In diesem Jahr wurde er zusammen mit seinem Mannschaftskameraden Lawrence Taylor MVP der gesamten Saison. Seine Rückennummer 11 wird durch die Giants nicht mehr vergeben, sie ehren ihn zudem auf dem New York Giants Ring of Honor. Er ist Mitglied in der Kentucky Athletic Hall of Fame.

## Nach der Karriere
Simms arbeitet als Fernsehmoderator und überträgt im amerikanischen Fernsehen unter anderem die Spiele der NFL, so beispielsweise auch den Super Bowl XLIV. Simms spielte sich wiederholt selbst in Film- und Fernsehsendungen. So zum Beispiel in der Fernsehserie Elementary als der „beste“ Messerwerfer der Welt oder in der Sitcom How I Met Your Mother.

## Quelle
- Jens Plassmann: NFL – American Football. Das Spiel, die Stars, die Stories (= Rororo 9445 rororo Sport). Rowohlt, Reinbek bei Hamburg 1995, ISBN 3-499-19445-7.